# 유괴 (후한)
유괴(劉璝, ? ~ ?)는 중국 후한 말의 무장이다.

## 행적
유장(劉璋)을 섬겼다.
유비가 군사를 돌려 익주를 공격하자, 유장의 명령을 받고 장임(張任), 등현(鄧賢), 냉포(冷苞)와 함께 부성(涪城)을 점령한 유비와 싸웠으나 끝내 패하여 면죽(緜竹)으로 후퇴했다. 이후 형세가 불리해지자 장임과 함께 유순(劉循)을 모시고 낙성으로 들어가 지켰다. 그러나 그 후의 행적은 기록되어 있지 않다.

## 《삼국지연의》에서의 유괴
삼국지연의 속의 유괴는 유장이 유비를 익주로 불러들이는 것을 불만스러워한 사람들 중 하나이다.
유비가 익주를 공격하자, 유비군과 싸웠으나 냉포와 등현을 잃고 낙성으로 후퇴했다.
장임이 죽고 엄안(嚴顔), 오의(吳懿)등 유비에게 항복한 장수들이 낙성의 수비군에게 항복을 권유하자, 분노를 참지 못하고 이들을 꾸짖었다. 그러나 같이 성을 지키던 장수 장익(張翼)에 의해 성벽에서 떨어져 죽었다.